# Alexandre Delalain
Alexandre Delalain (* 10. Mai 1748 in Saint-Dizier, Provinz Champagne; † 29. Juni 1814 in Éclaron, Département Haute-Marne) war ein französischer General der Kavallerie.

## Leben
Delalain war der Sohn des Juristen Alexandre Delalain und dessen Ehefrau Ann-Marguerite Ogier. Für einige Jahre war Alexandre Delalain der Ältere Bürgermeister von Saint-Dizier. Im Sommer 1765 meldete sich Delalain freiwillig zur königlichen Armee und kam als Dragoner zur Kavallerie. Seine militärische Ausbildung erhielt Delalain in der Provinz Hennegau und wurde zwei Jahre später nach Lothringen versetzt.
1768 war Delalain bei der Campagne de Corse dabei und konnte sich durch Mut und Tapferkeit auszeichnen. Noch auf Korsika wurde er zum „Maréchal de logis“ befördert. In diesem Rang wurde er 1771/72 zum Campagne de Pologne abkommandiert. Mit Wirkung zum 14. Januar 1772 wurde er zum Lieutenant befördert. Bei einem Angriff auf das Schloss von Warschau wurde er schwer am rechten Arm verletzt.
Während seiner Rekonvaleszenz machte Delalain in Éclaron die Bekanntschaft von Marie Marguerite Becquey Beaupré. Drei Jahre später heirateten die beiden am 30. Januar 1775 in Éclaron. Das Ehepaar hatte sechs Töchter und sechs Söhne. Der Politiker Augustin Guyard-Delalain (1797–1881) war sein Enkel.
Weitere Beförderungen folgten: Lieutenant-colonel (6. November 1791), Général de brigade (7. Januar 1793) und Général de division (2. Oktober 1793). Sein verletzter Arm wurde ein immer größeres Problem beim Reiten und so wurde Delalain im Sommer 1795 auf Halbsold gesetzt und aus der Armee entlassen. Er ließ sich in Éclaron nieder. Dort starb er 1814 und fand dort auch seine letzte Ruhestätte.

## Ehrungen
- 7. Oktober 1781 Ritter des Ordre royal et militaire de Saint-Louis